# Brandon Nakashima
Brandon Nakashima (ur. 3 sierpnia 2001 w San Diego) – amerykański tenisista.

## Kariera tenisowa
Zawodowy tenisista od 2019 roku.
W cyklu ATP Tour osiągnął trzy finały w grze pojedynczej, z których jeden wygrał. W deblu zagrał w jednym zwycięskim finale.
W 2020 roku podczas US Open zadebiutował w turnieju głównym Wielkiego Szlema, startując z dziką kartą. Wygrał wówczas w pierwszej rundzie z Paolo Lorenzim, natomiast w drugiej rundzie przegrał z Alexandrem Zverevem.
Najwyżej sklasyfikowany w rankingu gry pojedynczej był na 35. miejscu (30 września 2024), a w klasyfikacji gry podwójnej na 193. pozycji (17 lutego 2025).

### Finały w turniejach ATP Tour
| Legenda                                      |
| -------------------------------------------- |
| Wielki Szlem                                 |
| Igrzyska olimpijskie                         |
| Tennis Masters Cup / ATP Finals              |
| ATP Masters Series / ATP Tour Masters 1000   |
| ATP International Series Gold / ATP Tour 500 |
| ATP International Series / ATP Tour 250      |

#### Gra pojedyncza (1–2)
| Końcowy wynik | Nr | Data             | Turniej   | Nawierzchnia | Przeciwnik     | Wynik finału |
| ------------- | -- | ---------------- | --------- | ------------ | -------------- | ------------ |
| Finalista     | 1. | 24 lipca 2021    | Los Cabos | Twarda       | Cameron Norrie | 2:6, 2:6     |
| Finalista     | 2. | 1 sierpnia 2021  | Atlanta   | Twarda       | John Isner     | 6:7(8), 5:7  |
| Zwycięzca     | 1. | 25 września 2022 | San Diego | Twarda       | Marcos Giron   | 6:4, 6:4     |

#### Gra podwójna (1–0)
| Końcowy wynik | Nr | Data           | Turniej      | Nawierzchnia | Partner           | Przeciwnicy                  | Wynik finału      |
| ------------- | -- | -------------- | ------------ | ------------ | ----------------- | ---------------------------- | ----------------- |
| Zwycięzca     | 1. | 16 lutego 2025 | Delray Beach | Twarda       | Miomir Kecmanović | Christian Harrison Evan King | 7:6(3), 1:6, 10–3 |